# 索尼支付服务
索尼支付服务公司（英文：Sony Payment Services Inc.）是索尼集团的子公司，为企业提供信用卡和便利店的付款服务。